# Liste der Kulturdenkmäler in Etteldorf
In der Liste der Kulturdenkmäler in Etteldorf sind alle Kulturdenkmäler der rheinland-pfälzischen Ortsgemeinde Etteldorf aufgeführt. Grundlage ist die Denkmalliste des Landes Rheinland-Pfalz (Stand: 27. Juni 2022).

## Einzeldenkmäler
| Bezeichnung                        | Lage                                           | Baujahr | Beschreibung | Bild                           |
| ---------------------------------- | ---------------------------------------------- | ------- | --- | ------------------------------ |
| Katholische Filialkirche St. Maria | Dorfstraße Lage                                | 1847    | nachbarocker Saalbau, 1847; zwei Steinskulpturen, 18. Jahrhundert | weitere Bilder Fotos hochladen |
| Wegekreuz                          | Dorfstraße, bei Nr. 1 Lage                     | 1711    | Nischenkreuz, bezeichnet 1711 | Fotos hochladen                |
| Klaßenhaus und Neuklaßen           | Dorfstraße 2 und 3 Lage                        | ab 1611 | Nr. 2: sogenanntes Klaßenhaus, offener Vierseithof, Wohnhausflügel bezeichnet 1611 (1622?); Nr. 3: sogenannte Neuklaßen, langgestrecktes Quereinhaus, 19. Jahrhundert, im Kern wohl 1781; bauliche Gesamtanlage | BW                             |
| Wegekreuz                          | östlich des Ortes bei der Wilsecker Linde Lage | 1793    | Schaftkreuz, bezeichnet 1793 | Fotos hochladen                |
| Wegekreuz                          | nordöstlich des Ortes Lage                     | 1610/30 | Schaft- oder Nischenkreuz, Kyllburger Typ, 1610/30 | Fotos hochladen                |
| Wegekreuz                          | östlich des Ortes an der K 86 Lage             | 1872    | nachbarockes Schaftkreuz, bezeichnet 1872 | Fotos hochladen                |